# Amira Medunjanin

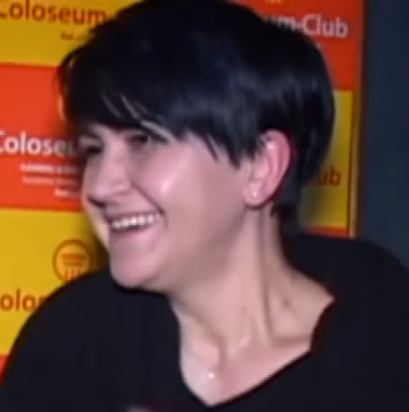
Amira Medunjanin (2012)

Amira Medunjanin (geb. Dedić; * 23. April 1972 in Sarajevo, Jugoslawien, heutiges Bosnien und Herzegowina) ist eine bosnisch-kroatische Sevdalinka-Sängerin.

## Karriere
Medunjanin nahm ihre erste Single Mujo đogu po mejdanu voda als Gastsängerin auf dem 2003 erschienenen Album von Mostar Sevdah Reunion auf.
2005 nahm sie ihr Debütalbum Rosa bei Dragi Šestićs Plattenlabel Snail Records auf. Das Album wurde in ganz Europa erfolgreich und gehörte zu den Kandidaten für das Album des Jahres.
Im April 2009 veröffentlichte sie ihr Live-Album, welches eine Aufnahme von ihrem Konzert auf dem Jazz Fest Sarajevo aus dem Jahr 2008 ist. Im März 2010 wurde das Studioalbum Zumra veröffentlicht, in welchem Arrangements traditioneller Melodien und Akkordeonmusik mit gut durchdachten Texten und klangvollem Gesang miteinander verschmolzen wurden. Das Album Amulette wurde am 3. Oktober 2011 vom französischen Musiklabel Harmonia Mundi veröffentlicht.
Ihr Album Silk and Stone wurde im Mai 2014 von Aquarius Records veröffentlicht. Das Album erhielt von den britischen Medien gute Kritiken, so vergab die Zeitung The Guardian 4 Sterne, wobei Medunjanins „intime, gequälte und sanft überzeugende Stimme“ gut aufgenommen wurde.
Das 2016 veröffentlichte Album Damar wurde von Transglobal World Music Chart unter die 40 besten der Welt für das Jahr 2017 gewählt.

## Diskografie

### Alben
- 2003: A Secret Gate (Snail Records)
- 2005: Rosa (Snail Records)
- 2010: Zumra (Harmonia Mundi)
- 2011: Amulette (Harmonia Mundi)
- 2014: Silk and Stone (Aquarius Records)
- 2016: Damar (Harmonia Mundi)
- 2018: Ascending (Croatia Records, Platz 1)
- 2020: For Him and Her (Croatia Records, Platz 1)
- 2024: Homeland

### Live-Alben
- 2009: Amira Live (Jazz Fest Sarajevo 2008)
- 2019: Live at Arena (Platz 1)

### Singles (Auswahl)
- 2013: Čula jesam da se dragi ženi
- 2016: Pjevat ćemo šta nam srce zna